# 3036 Krat
3036 Krat (1937 TO) là một tiểu hành tinh nằm phía ngoài của vành đai chính được phát hiện ngày 11 tháng 10 năm 1937 bởi G. Neujmin ở Simeis.